# Eremiaphila monodi
Eremiaphila monodi es una especie de mantis de la familia Eremiaphilidae.

## Distribución geográfica
Se encuentra en Argelia y Níger.